# Crane Wilbur
Crane Wilbur foi um ator de cinema e de teatro, cineasta e roteirista estadunidense que iniciou sua carreira na era do cinema mudo, alcançando a era sonora. Atuou em 88 filmes, dirigiu 37 e escreveu 79 roteiros para o cinema entre 1910 e 1962. Além de cinema, Wilbur foi um dramaturgo com relevante produção teatral, e esteve envolvido na produção de diversas peças entre 1920 e 1945.

## Biografia

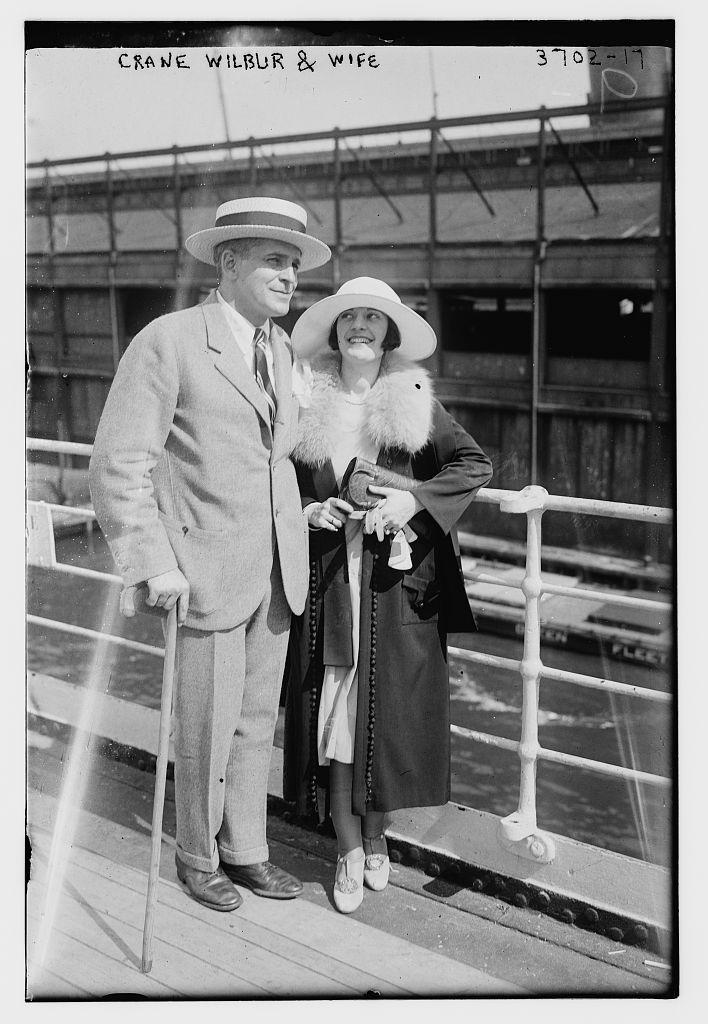
Crane Wilbur e sua esposa em 1915.

Irwin Crane Wilbur nasceu em 17 de novembro de 1886, em Athens, Nova Iorque. Sobrinho do grande ator de teatro Tyrone Power Sr. e primo de Tyrone Power, Wilbur fez sua estréia na Broadway como Erwin Crane Wilbur, em 3 de junho de 1903, na trilogia de William Butler Yeats, A Pot of Broth, Kathleen ni Houlihan, The Land of Heart's Desire, mas na Irish Literary Society e no Carnegie Lyceum.
Wilbur começou a aparecer no meio cinematográfico em 1910, seu primneiro papel foi no filme The Girl From Arizona, e fez seu nome como ator de cinema como protagonista em The Perils of Pauline, o popular seriado estrelado por Pearl White. Uma estrela durante a década de 1910, a carreira de Wilbur como ator de cinema começou a diminuir após Breezy Jim (1919). Wilbur voltou então ao palco e, entre 1920 e 1934 teve sete peças apresentadas na Broadway: The Ouija Board (1920); The Monster (1922; relançado em 1933); Easy Terms (1925); The Song Wtiter (1928); Border-Land (1932); Halfway to Hell (1933); e Are You Decent (1934). Ele também encenou Halfway to Hell e dirigiu Happily Ever After, de Donald Kirkley e Howard Burman, em 1945.
Crane também atuou em The Ouija Board e Easy Terms e nove outras peças da Broadway de 1927 a 1932, incluindo A Farewell to Arms (1930) e Mourning Becomes Electra (1932).

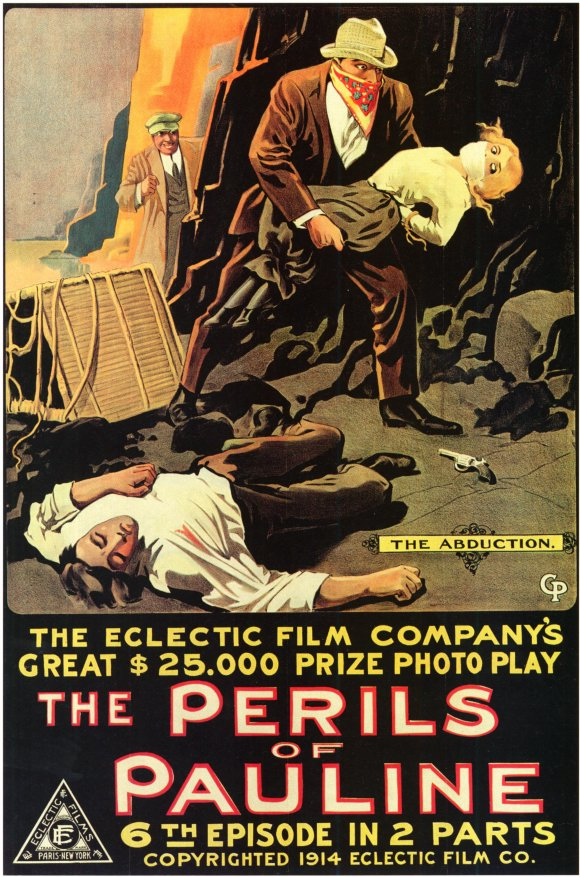
The Perils of Pauline, um dos primeiros seriados estadunidenses, teve como ator principal Wilbur Crane.

Wilbur tinha dirigido vários filmes mudos, e fez sua estréia no cinema sonoro como diretor com o controverso Tomorrow's Children (1934), apontado como “O mais ousado, sensacional drama já filmado!” ("The Most Daring, Sensational Drama Ever Filmed!"). O filme é uma exposição da ciência da eugenia, amarrada a uma história sobre a tentativa forçada de esterilização de um casal pelo Welfare Bureau. Tomorrow's Children expõe o fato de que muitas pessoas foram esterilizadas contra sua vontade e mesmo sem o recurso ao devido processo legal. O filme foi proibido no estado de Nova York, sob a alegação de ser “imoral” e um “incitamento ao crime”. A proibição foi desafiada, mas foi acolhida nos tribunais e na apelação, por divulgar informações sobre controle de natalidade, que era ilegal na época. Após essa polêmica, Wilbur prosseguiu uma carreira longa e produtiva, particularmente no gênero thriller de mistério, como um diretor e um roteirista. Ele co-escreveu produções como House of Max, The Bat (1959) (que também dirigiu) e Mysterious Island (1961).
Wilbur morreu em 18 de outubro de 1973, em Toluca Lake, Califórnia, devido a complicações após um derrame, e foi sepultado no Forrest Lawn Memorial Park, em Hollywood Hills.

## Vida familiar
Wilbur casou 5 vezes: Edna Hermance, com quem foi casado até 1914, quando se divorciaram; Florence Dunbar Williams, casados entre 14 de fevereiro de 1917 até 1921, divorciados; Suzanne Caubert, casados de 4 de abril de 1922 a 6 de janeiro de 1928, divorciados; Beatrice Blinn, casados de 12 de novembro de 1928 a 13 de novembro de 1933, divorciados; e Lenita Lane, casados de 18 de abril de 1936 a 18 de outubro de 1973 (sua morte).

## Fimografia parcial
- The Girl from Arizona (ator) (1910)
- The Perils of Pauline (ator) (1914)
- The Road o'Strife (1915)
- The Love Liar (ator, diretor e escritor) (1916)
- The Monster (peça) (1925)
- Lord Byron of Broadway (roteirista) (1930)
- We're in the Legion Now! (diretor) (1936)
- Crime School (roteirista) (1938)
- Swingtime in the Movies (diretor, roteirista) (1938)
- Hell's Kitchen (roteirista) (1939)
- I Am an American (escritor e diretor) (1944)[5]
- The Amazing Mr. X (roteirista) (1948)
- Canon City (diretor) (1948)
- He Walked by Night (roteirista, diretor) (1948)
- Outside the Wall (diretor, roteirista) (1950)
- I Was a Communist for the FBI (roteirista) (1951)
- Inside the Walls of Folsom Prison (diretor, roteirista) (1951)
- The Miracle of Our Lady of Fatima (roteirista) (1952)
- House of Wax (roteirista) (1953)
- Crime Wave (roteirista) (1954)
- Solomon and Sheba (roteirista) (1959)
- The Bat (roteirista, diretor) (1959)
- Mysterious Island (roteirista) (1961)